# Tadeusz Hanuszek
Tadeusz Hanuszek (ur. 11 lipca 1922 w Krakowie, zm. w 2008) – polski działacz partyjny, tłumacz, dyplomata, ambasador na Węgrzech (1969–1975).

## Życiorys
Syn Błażeja i Anieli z domu Żmuda. Przed wybuchem II wojny światowej ukończył I klasę Liceum im. Bartłomieja Nowodworskiego. Podczas okupacji pracował jako magazynier. Jednocześnie ukończył Liceum Administracyjno-Handlowe (wówczas Handelsfachschule). W 1942 został członkiem Polskiej Partii Robotniczej. Od lutego 1942 działał w konspiracji komunistycznej, od lipca kierując techniką Obwodu Polska-Południe. Do momentu aresztowania w kwietniu 1943 redagował organ obwodu „Trybunę Ludową”. Więziony początkowo na Montelupich, a następnie w obozach koncentracyjnych: Auschwitz, Mauthausen i Mauthausen-Gusen II. W czerwcu 1945 wrócił do Polski i do wiosny 1946 leczył się. W 1948 wstąpił do Polskiej Zjednoczonej Partii Robotniczej (PZPR), uczestniczył w kampanii wyborczej do Sejmu. W lipcu 1948 był członkiem Prezydium Kongresu Jedności Młodzieży we Wrocławiu, na którym powołano Związek Młodzieży Polskiej. 27 października 1952 uzyskał dyplom magistra filozofii na Wydziale Społeczno-Administracyjnym Wyższej Szkoły Nauk Społecznych w Krakowie. Następnie rozpoczął pracę w Krakowskiej Fabryce Konfekcyjnej na stanowisku kierownika personalnego. W latach 1951–1956 na stanowiskach adiunkta i zastępcy profesora kierował Katedrą Podstaw Marksizmu-Leninizmu na Wydziale Odlewnictwa Akademii Górniczo-Hutniczej w Krakowie (AGH). Od 1956 do lipca 1958 pracował w Bibliotece Głównej AGH. Od sierpnia 1958 do lipca 1962 był dyrektorem Państwowego Przedsiębiorstwa „Dom Książki” w Krakowie. W sierpniu 1962 rozpoczął pracę w Ministerstwie Spraw Zagranicznych (MSZ). Od sierpnia 1962 do września 1966 pełnił funkcję I sekretarza do spraw prasy i kultury Ambasady w Berlinie. Był tam jednocześnie członkiem egzekutywy podstawowej organizacji partyjnej PZPR oraz sekretarzem oddziałowej organizacji partyjnej. Od października 1966 do początku 1968 był starszym radcą do spraw stosunków z Niemiecką Republiką Demokratyczną w Departamencie I MSZ, a od lutego 1968 wicedyrektorem Departamentu Prasy i Informacji MSZ, a równocześnie członkiem Komitetu Zakładowego PZPR przy MSZ. Od maja 1969 do stycznia 1975 pełnił funkcję ambasadora w Węgierskiej Republice Ludowej. W późniejszych latach zajmował się tłumaczeniem z języka rosyjskiego.
W 1955 został odznaczony Medalem 10-lecia Polski Ludowej.

## Publikacje książkowe
Tłumaczenia
- N.M. Kejzerow, M.P. Lebiediew, G.W. Malcew (red.), Partia komunistyczna w systemie politycznym społeczeństwa socjalistycznego, Tadeusz Hanuszek (tłum.), Warszawa: Państwowe Wydawnictwo Naukowe, 1976, s. 194, OCLC 749203364.
- Wiktor G. Afanasjew, Rola informacji w procesie sterowania społeczeństwem, Tadeusz Hanuszek (tłum.), Warszawa: Państwowe Wydawnictwo Naukowe, 1978, s. 419.
- Wiktor G. Afanasjew, Człowiek a proces zarządzania społeczeństwem, Tadeusz Hanuszek (tłum.), Warszawa: Państwowe Wydawnictwo Naukowe, 1980, s. 404, ISBN 83-01-00699-4.
- Lilia F. Szewcowa, Partie sojusznicze w systemie politycznym krajów socjalistycznych, Tadeusz Hanuszek (tłum.), Warszawa: Państwowe Wydawnictwo Naukowe, 1982, s. 242, ISBN 83-01-03870-5.
- Georgij H. Szachnazarow, Fiasko futurologii, Tadeusz Hanuszek (tłum.), Warszawa: Książka i Wiedza, 1986, s. 372, ISBN 83-05-11572-0.